# Adriana (telenovela)
Adriana é uma telenovela mexicana, produzida pela Televisa e exibida em 1967 pelo Telesistema Mexicano.

## Elenco
- Elvira Quintana
- Rafael Banquells
- Magda Guzmán
- Elsa Cárdenas